# Ōza 2021
L'Ōza 2021 è stata la sessantanovesima edizione del torneo goistico giapponese Ōza, disputata dal 13 maggio al 9 dicembre 2021; Nella finale, lo sfidante Iyama Yuta Kisei ha sconfitto il detentore, Shibano Toramaru Ōza, per 3-2.

## Svolgimento

### Fase preliminare
La fase preliminare serve a determinare chi accede al torneo per la selezione dello sfidante. Consiste in una serie di tornei preliminari iniziali, i cui vincitori si qualificano al torneo per la determinazione dello sfidante.
|  | Primo turno         | Primo turno         | Primo turno |  |  | Secondo turno       | Secondo turno       | Secondo turno       |       |                | Semifinali       | Semifinali       | Semifinali |  |  | Finale | Finale | Finale |
|  |                     |                     |             |  |  |                     |                     |                     |       |                |                  |                  |            |  |  |        |        |        |
|  | Hane Naoki 9d       | Hane Naoki 9d       | N+0,5       |  |  |                     |                     |                     |       |                |                  |                  |            |  |  |        |        |        |
|  | Rin Kanketsu 8d     | Rin Kanketsu 8d     |             |  |  | Hane Naoki 9d       | Hane Naoki 9d       |                     |       |                |                  |                  |            |  |  |        |        |        |
|  | Koyama Kuya 4d      | Koyama Kuya 4d      |             |  |  | Cho U 9d            | Cho U 9d            | B+1,5               |       |                |                  |                  |            |  |  |        |        |        |
|  | Cho U 9d            | Cho U 9d            | N+2,5       |  |  |                     |                     |                     |       | Cho U 9d       | Cho U 9d         |                  |            |  |  |        |        |        |
|  | Iyama Yuta Kisei    | Iyama Yuta Kisei    | N+R         |  |  |                     | Iyama Yuta Kisei    | Iyama Yuta Kisei    | B+4,5 |                |                  |                  |            |  |  |        |        |        |
|  | Adachi Toshimasa 7d | Adachi Toshimasa 7d |             |  |  | Iyama Yuta Kisei    | Iyama Yuta Kisei    | B+R                 |       |                |                  |                  |            |  |  |        |        |        |
|  | Son Makoto 7d       | Son Makoto 7d       |             |  |  | Yuki Satoshi 9d     | Yuki Satoshi 9d     |                     |       |                |                  |                  |            |  |  |        |        |        |
|  | Yuki Satoshi 9d     | Yuki Satoshi 9d     | N+R         |  |  |                     |                     |                     |       |                | Iyama Yuta Kisei | Iyama Yuta Kisei | N+R        |  |  |        |        |        |
|  | Motoki Katsuya 8d   | Motoki Katsuya 8d   |             |  |  |                     | Ichiriki Ryo Tengen | Ichiriki Ryo Tengen |       |                |                  |                  |            |  |  |        |        |        |
|  | Kyo Kagen Judan     | Kyo Kagen Judan     | B+R         |  |  | Kyo Kagen Judan     | Kyo Kagen Judan     |                     |       |                |                  |                  |            |  |  |        |        |        |
|  | Oba Junya 7d        | Oba Junya 7d        |             |  |  | Ida Atsushi 8d      | Ida Atsushi 8d      | N+R                 |       |                |                  |                  |            |  |  |        |        |        |
|  | Ida Atsushi 8d      | Ida Atsushi 8d      | N+R         |  |  |                     |                     |                     |       | Ida Atsushi 8d | Ida Atsushi 8d   |                  |            |  |  |        |        |        |
|  | Takao Shinji 9d     | Takao Shinji 9d     | N+R         |  |  |                     | Ichiriki Ryo Tengen | Ichiriki Ryo Tengen | B+1,5 |                |                  |                  |            |  |  |        |        |        |
|  | Murakawa Daisuke 9d | Murakawa Daisuke 9d |             |  |  | Takao Shinji 9d     | Takao Shinji 9d     |                     |       |                |                  |                  |            |  |  |        |        |        |
|  | Tsuruta Kazushi 6d  | Tsuruta Kazushi 6d  |             |  |  | Ichiriki Ryo Tengen | Ichiriki Ryo Tengen | B+R                 |       |                |                  |                  |            |  |  |        |        |        |
|  | Ichiriki Ryo Tengen | Ichiriki Ryo Tengen | B+4,5       |  |  |                     |                     |                     |       |                |                  |                  |            |  |  |        |        |        |

### Finale
La finale è una sfida al meglio delle cinque partite, e si disputerà tra il campione in carica Shibano Toramaru Ōza e Iyama Yuta Kisei.